# Centrale idroelettrica Verzasca
La centrale idroelettrica Verzasca è una centrale idroelettrica alimentatata dal lago della diga di Contra. È costituita da tre turbine Francis, con una produzione annua di energia pari a 220 GWh, per due terzi di proprietà della città di Lugano e per il resto della Azienda elettrica ticinese AET.